# Anapsectra medleri
Anapsectra medleri är en insektsart som beskrevs av Bo Tjeder 1975. Anapsectra medleri ingår i släktet Anapsectra och familjen florsländor. Inga underarter finns listade i Catalogue of Life.